# Saint-Maurice-l'Exil
Saint-Maurice-l'Exil è un comune francese di 5 874 abitanti situato nel dipartimento dell'Isère della regione dell'Alvernia-Rodano-Alpi.

## Società

### Evoluzione demografica
Abitanti censiti